# 14.ª etapa del Giro de Italia 2020
La 14.ª etapa del Giro de Italia 2020 tuvo lugar el 17 de octubre de 2020 con una contrarreloj individual entre Conegliano y Valdobbiadene sobre un recorrido de 34,1 km y fue ganada por el italiano Filippo Ganna del INEOS Grenadiers. El portugués João Almeida mantuvo el liderato y amplió diferencias respecto a sus inmediatos perseguidores.

## Clasificación de la etapa
| \| Clasificación de la etapa \| Clasificación de la etapa \| Clasificación de la etapa \| Clasificación de la etapa \| Clasificación de la etapa \| \| Ciclista \| Ciclista \| Equipo \| Tiempo \| \| \| ------------------------- \| ------------------------- \| ------------------------- \| ------------------------- \| ------------------------- \| \| 1.º \| Filippo Ganna \| Ineos Grenadiers \| 42 min 40 s \| \| \| 2.º \| Rohan Dennis \| Ineos Grenadiers \| + 26 s \| \| \| 3.º \| Brandon McNulty \| UAE Team Emirates \| + 1 min 09 s \| \| \| 4.º \| Thomas de Gendt \| Lotto-Soudal \| + 1 min 11 s \| \| \| 5.º \| Josef Černý \| CCC Team \| + 1 min 16 s \| \| \| 6.º \| João Almeida \| Deceuninck-Quick Step \| + 1 min 31 s \| \| \| 7.º \| Tanel Kangert \| EF Pro Cycling \| + 1 min 33 s \| \| \| 8.º \| Jonathan Castroviejo \| Ineos Grenadiers \| + 1 min 44 s \| \| \| 9.º \| Wilco Kelderman \| Team Sunweb \| + 1 min 47 s \| \| \| 10.º \| Jan Tratnik \| Bahrain McLaren \| + 2 min 00 s \| \| |                      |                       |              |
| |                      |                       |              |
| Fuente: ProCyclingStats |                      |                       |              |
| Clasificación de la etapa |                      |                       |              |
| Ciclista | Ciclista             | Equipo                | Tiempo       |
| 1.º | Filippo Ganna        | Ineos Grenadiers      | 42 min 40 s  |
| 2.º | Rohan Dennis         | Ineos Grenadiers      | + 26 s       |
| 3.º | Brandon McNulty      | UAE Team Emirates     | + 1 min 09 s |
| 4.º | Thomas de Gendt      | Lotto-Soudal          | + 1 min 11 s |
| 5.º | Josef Černý          | CCC Team              | + 1 min 16 s |
| 6.º | João Almeida         | Deceuninck-Quick Step | + 1 min 31 s |
| 7.º | Tanel Kangert        | EF Pro Cycling        | + 1 min 33 s |
| 8.º | Jonathan Castroviejo | Ineos Grenadiers      | + 1 min 44 s |
| 9.º | Wilco Kelderman      | Team Sunweb           | + 1 min 47 s |
| 10.º | Jan Tratnik          | Bahrain McLaren       | + 2 min 00 s |

## Clasificaciones al final de la etapa

### Clasificación general(Maglia Rosa)
| \| Clasificación general \| Clasificación general \| Clasificación general \| Clasificación general \| Clasificación general \| \| Ciclista \| Ciclista \| Equipo \| Tiempo \| \| \| --------------------- \| --------------------- \| --------------------- \| --------------------- \| --------------------- \| \| 1.º \| João Almeida \| Deceuninck-Quick Step \| 54 h 28 min 09 s \| \| \| 2.º \| Wilco Kelderman \| Team Sunweb \| + 56 s \| \| \| 3.º \| Pello Bilbao \| Bahrain McLaren \| + 2 min 11 s \| \| \| 4.º \| Brandon McNulty \| UAE Team Emirates \| + 2 min 23 s \| \| \| 5.º \| Vincenzo Nibali \| Trek-Segafredo \| + 2 min 30 s \| \| \| 6.º \| Rafał Majka \| Bora-Hansgrohe \| + 2 min 33 s \| \| \| 7.º \| Domenico Pozzovivo \| NTT Pro Cycling \| + 2 min 33 s \| \| \| 8.º \| Fausto Masnada \| Deceuninck-Quick Step \| + 3 min 11 s \| \| \| 9.º \| Patrick Konrad \| Bora-Hansgrohe \| + 3 min 17 s \| \| \| 10.º \| Jai Hindley \| Team Sunweb \| + 3 min 33 s \| \| |                    |                       |                  |
| |                    |                       |                  |
| Fuente: ProCyclingStats |                    |                       |                  |
| Clasificación general |                    |                       |                  |
| Ciclista | Ciclista           | Equipo                | Tiempo           |
| 1.º | João Almeida       | Deceuninck-Quick Step | 54 h 28 min 09 s |
| 2.º | Wilco Kelderman    | Team Sunweb           | + 56 s           |
| 3.º | Pello Bilbao       | Bahrain McLaren       | + 2 min 11 s     |
| 4.º | Brandon McNulty    | UAE Team Emirates     | + 2 min 23 s     |
| 5.º | Vincenzo Nibali    | Trek-Segafredo        | + 2 min 30 s     |
| 6.º | Rafał Majka        | Bora-Hansgrohe        | + 2 min 33 s     |
| 7.º | Domenico Pozzovivo | NTT Pro Cycling       | + 2 min 33 s     |
| 8.º | Fausto Masnada     | Deceuninck-Quick Step | + 3 min 11 s     |
| 9.º | Patrick Konrad     | Bora-Hansgrohe        | + 3 min 17 s     |
| 10.º | Jai Hindley        | Team Sunweb           | + 3 min 33 s     |

### Clasificación por puntos(Maglia Ciclamino)
| Clasificación por puntos | Clasificación por puntos | Clasificación por puntos    | Clasificación por puntos | Clasificación por puntos |
| Ciclista                 | Ciclista                 | Equipo                      | Puntos                   |                          |
| ------------------------ | ------------------------ | --------------------------- | ------------------------ | ------------------------ |
| 1.º                      | Arnaud Démare            | Groupama-FDJ                | 221 pts                  |                          |
| 2.º                      | Peter Sagan              | Bora-Hansgrohe              | 184 pts                  |                          |
| 3.º                      | João Almeida             | Deceuninck-Quick Step       | 83 pts                   |                          |
| 4.º                      | Diego Ulissi             | UAE Team Emirates           | 77 pts                   |                          |
| 5.º                      | Filippo Ganna            | Ineos Grenadiers            | 66 pts                   |                          |
| 6.º                      | Patrick Konrad           | Bora-Hansgrohe              | 51 pts                   |                          |
| 7.º                      | Simon Pellaud            | Androni Giocattoli-Sidermec | 50 pts                   |                          |
| 8.º                      | Davide Ballerini         | Deceuninck-Quick Step       | 40 pts                   |                          |
| 9.º                      | Álvaro Hodeg             | Deceuninck-Quick Step       | 39 pts                   |                          |
| 10.º                     | Brandon McNulty          | UAE Team Emirates           | 37 pts                   |                          |

### Clasificación de la montaña(Maglia Azzurra)
| Clasificación de la montaña | Clasificación de la montaña | Clasificación de la montaña | Clasificación de la montaña | Clasificación de la montaña |
| Ciclista                    | Ciclista                    | Equipo                      | Puntos                      |                             |
| --------------------------- | --------------------------- | --------------------------- | --------------------------- | --------------------------- |
| 1.º                         | Ruben Guerreiro             | EF Pro Cycling              | 87 pts                      |                             |
| 2.º                         | Giovanni Visconti           | Vini Zabù-Brado-KTM         | 76 pts                      |                             |
| 3.º                         | Filippo Ganna               | Ineos Grenadiers            | 48 pts                      |                             |
| 4.º                         | Jonathan Castroviejo        | Ineos Grenadiers            | 45 pts                      |                             |
| 5.º                         | Jonathan Caicedo            | EF Pro Cycling              | 40 pts                      |                             |
| 6.º                         | Simon Pellaud               | Androni Giocattoli-Sidermec | 39 pts                      |                             |
| 7.º                         | Matthew Holmes              | Lotto-Soudal                | 20 pts                      |                             |
| 8.º                         | Domenico Pozzovivo          | NTT Pro Cycling             | 20 pts                      |                             |
| 9.º                         | Lawrence Warbasse           | AG2R La Mondiale            | 20 pts                      |                             |
| 10.º                        | Kilian Frankiny             | Groupama-FDJ                | 20 pts                      |                             |

### Clasificación de los jóvenes(Maglia Bianca)
| Clasificación del mejor joven | Clasificación del mejor joven | Clasificación del mejor joven | Clasificación del mejor joven | Clasificación del mejor joven |
| Ciclista                      | Ciclista                      | Equipo                        | Tiempo                        |                               |
| ----------------------------- | ----------------------------- | ----------------------------- | ----------------------------- | ----------------------------- |
| 1.º                           | João Almeida                  | Deceuninck-Quick Step         | 54 h 28 min 09 s              |                               |
| 2.º                           | Brandon McNulty               | UAE Team Emirates             | + 2 min 23 s                  |                               |
| 3.º                           | Jai Hindley                   | Team Sunweb                   | + 3 min 33 s                  |                               |
| 4.º                           | Tao Geoghegan Hart            | Ineos Grenadiers              | + 3 min 44 s                  |                               |
| 5.º                           | James Knox                    | Deceuninck-Quick Step         | + 7 min 56 s                  |                               |
| 6.º                           | Sergio Samitier               | Movistar Team                 | + 15 min 29 s                 |                               |
| 7.º                           | Aurélien Paret-Peintre        | AG2R La Mondiale              | + 21 min 24 s                 |                               |
| 8.º                           | Sam Oomen                     | Team Sunweb                   | + 26 min 34 s                 |                               |
| 9.º                           | Attila Valter                 | CCC Team                      | + 26 min 51 s                 |                               |
| 10.º                          | Matteo Fabbro                 | Bora-Hansgrohe                | + 27 min 16 s                 |                               |

### Clasificación por equipos"Súper team"
| Clasificación por equipos | Clasificación por equipos | Clasificación por equipos | Clasificación por equipos |
| Equipo                    | Equipo                    | Tiempo                    |                           |
| ------------------------- | ------------------------- | ------------------------- | ------------------------- |
| 1.º                       | Ineos Grenadiers          | 63 h 21 min 41 s          |                           |
| 2.º                       | Deceuninck-Quick Step     | + 12 min 58 s             |                           |
| 3.º                       | Team Sunweb               | + 16 min 20 s             |                           |
| 4.º                       | Bora-Hansgrohe            | + 24 min 59 s             |                           |
| 5.º                       | Bahrain McLaren           | + 41 min 25 s             |                           |
| 6.º                       | Movistar Team             | + 52 min 32 s             |                           |
| 7.º                       | Trek-Segafredo            | + 56 min 55 s             |                           |
| 8.º                       | Astana                    | + 1 h 06 min 40 s         |                           |
| 9.º                       | CCC Team                  | + 1 h 07 min 25 s         |                           |
| 10.º                      | UAE Team Emirates         | + 1 h 15 min 12 s         |                           |

## Abandonos
- Giulio Ciccone no tomó la salida por una bronquitis.[2]